# فيزياء الجسيمات الفيروسية
فيزياء الجسيمات الفيروسية (بالإنجليزية: Virophysics)‏ هي فرع من فروع الفيزياء الحيوية يتم فيه تطبيق المفاهيم النظرية والتقنيات التجريبية للفيزياء لدراسة الميكانيكا والديناميكيات التي تقود التفاعلات بين الفيروسات والخلايا.